# 母国光
母国光（1931年—2012年4月12日），辽宁锦西人，中国光学家。

## 生平
1952年毕业于南开大学物理系，留校任教至今。1956年8月至1957年6月在中国科学院长春光机所研修；1980年3月至1981年6月在美国密执安州立维恩大学和阿拉巴玛大学研修；1988年获日本立命馆大学名誉理学博士。
历任南开大学助教，讲师，副教授，教授及光学教研室副主任，物理系副主任，主任，副校长，校长。1984年创建现代光学研究所，任所长。1985－1995年任南开大学校长兼研究生院院长，兼任中国科学院应用光学国家重点实验室主任。2001年6月，中国科学技术协会第六次全国代表大会召开，并选举其出任第六届全国委员会荣誉委员。
1987年被批准为国家级有突出贡献的中青年专家。1990年由国家科委和国家教委联合授于先进工作称号。1990年和1991年先后当选为美国光学学会和国际光学工程学会的Fellow。1991年当选为中国科学院学部委员（院士）。1993年当选为第三世界科学院院士。

## 现任
中国科学院学部主席团成员，中国光学学会理事长，咨询委员会委员，天津市科协主席，天津市政协常委，中国《中国科学》及《光学学报》、美国《非线性光学》、英国《光学与激光技术》、日本《光学评论》等编委

## 社会兼职
- 1985年中共全国代表大会代表，第七届、第八届全国人大代表
- 天津市第十一、十二届人大代表
- 中国科协第四届全国委员会委员、第五届常委
- 国际大学协会(IAU)常务理事（1986-2000）
- 国际光学学会委员会ICO第16、17届副会长等